# NGC 5504C
NGC 5504C је спирална галаксија у сазвежђу Волар која се налази на NGC листи објеката дубоког неба.
Деклинација објекта је + 15° 52' 47" а ректасцензија 14h 12m 15,9s. Привидна величина (магнитуда) објекта NGC 5504 износи 14,7 а фотографска магнитуда 15,3. NGC 5504C је још познат и под ознакама UGC 9086, MCG 3-36-82, CGCG 103-115, KUG 1409+161B, PGC 50713.